# Mafia albanesa

Mapa de los principales productores de heroína. A partir de la Guerra de Kosovo las mafias albanesas controlaron la mayoría de las rutas del narcotráfico de opiáceos hacia Occidente.

Mafia albanesa o crimen organizado albanés son los términos generales utilizados para diversas organizaciones criminales con base en Albania, Kosovo u otros territorios de mayoría albanesa, o compuestas por integrantes de etnia albanesa, conocidas por su ferocidad, violencia y crueldad. Su espectro delictivo es muy activo en los Estados Unidos y la Unión Europea, ya que participan en una amplia gama de actividades como tráfico de drogas, de armas y trata de personas. Aunque el término "mafia" se utiliza a menudo como una descripción, no implica que todas las actividades criminales albanesas desarrolladas en lugares como la propia Albania, Kosovo, Macedonia del Norte y otros lugares estén coordinadas o reguladas por un solo órgano.

## Historia
La delincuencia organizada albanesa tiene sus raíces en los tradicionales clanes familiares llamados Fis. Desde  aproximadamente el siglo XV, bajo el mandato del príncipe Lekë Dukagjini, los clanes operaron bajo un conjunto de leyes conocido como Kanun, que significa literalmente código en albanés. Cada clan gobernaba y controlaba una determinada zona, lo que en ocasiones dio lugar a violencia, venganzas familiares conocidas como gjakmarrja (venganza). Los principios del Kanun dieron origen a la delincuencia organizada albanesa, lo que complica mucho las posibles infiltraciones por parte de las fuerzas de la ley.
La mafia desarrolló sus actividades en el mercado negro bajo el régimen comunista de Enver Hoxha. Tras el colapso del comunismo en la década de 1980, las nuevas relaciones de Albania con el resto del mundo condujeron a la expansión de sus grupos de delincuencia organizada a nivel internacional. 
La Guerra de Kosovo desempeñó un papel clave en la expansión de la mafia albanesa por toda Europa. Tradicionalmente, la heroína había sido transportada a Europa Occidental a través de Turquía, Serbia, Croacia y Eslovenia. Esta ruta se cerró como consecuencia de las Guerras Balcánicas, y las bandas albanesas quedaron en una posición ideal para garantizar las rutas seguras a través de la zona de guerra, al principio sólo ayudando a otros grupos de narcotráfico, pero con el tiempo adquirieron la suficiente importancia como para hacerse cargo por sí solos del negocio. Una base clave de las operaciones fue Veliki Trnovac, al sur de Serbia, que rápidamente recibió el apodo de "Medellín de los Balcanes". Una vez que la guerra alcanzó de lleno Kosovo, la etnia albanesa de la provincia serbia fue añadida a la lista de naciones calificadas con el status de "refugiados". Dado que era imposible distinguir a los albaneses de Kosovo del resto, los delincuentes aprovecharon la situación para extenderse rápidamente por toda Europa, en primer lugar a las comunidades emigrantes albanesas de Alemania y Suiza, monopolizando el tráfico de heroína.
A pesar de que las actividades de estas bandas abarcan desde el tráfico de armas y trata de blancas a la falsificación, es el tráfico de drogas por lo que ha adquirido la delincuencia organizada albanesa más notoriedad. Algunos albaneses, de acuerdo con funcionarios federales de la DEA estadounidense, son comerciantes clave en la "conexión de los Balcanes", la ruta de la heroína Estambul-Belgrado. Funcionarios de la DEA estiman que, si bien es menos conocida que las llamadas conexiones siciliana y francesa, la "ruta de los Balcanes" podría haber intervenido, alrededor de 1985, entre el 25% y el 40% de la oferta de heroína en Estados Unidos.
Según informaciones aparecidas a finales de 2009, la mafia albanesa mueve un tercio de la economía de Albania.

### Relación con el UÇK
La naturaleza de la relación entre el grupo terrorista Ejército de Liberación de Kosovo (UÇK) y el crimen organizado albanés ha sido un tema controvertido. Durante la década de 1990 el UÇK fue visto por muchos, incluyendo el personal del Gobierno estadounidense, como una organización que luchaba por la libertad y los derechos de los albaneses, mientras que otros alegaron que era un grupo de terroristas financiados y dirigidos por Washington D. C.. Por ejemplo, el senador Joe Lieberman dijo en relación con este tema: "Los Estados Unidos y el Ejército de Liberación de Kosovo luchan por los mismos valores y principios (...) la lucha del UÇK es la lucha por los derechos humanos y los valores estadounidenses". En 1999, el Comité de Política del Senado de Estados Unidos acentuó  las acusaciones generalizadas de conexiones criminales del UÇK, afirmando que "una parte importante de las finanzas del UÇK se derivan de redes delictivas, sobre todo producto del tráfico de drogas".